# トップ・オブ・ザ・ポップス
『トップ・オブ・ザ・ポップス』（Top of the Pops、TOTP）は、イギリスの放送局BBCで放送されていた生放送音楽番組である。 

## 概要
1964年の元日に放送を開始する。開始当初は全6回の予定だったが、好評を得たため継続された。同年4月からはBBC Oneでレギュラー化され、41年間に渡って放送された。
2005年7月の改編によりBBC Twoで放送されるようになったが、音楽専門チャンネルの急増により視聴率が減少し、2006年7月30日の放送分で42年の歴史に幕を閉じた。ただし、レギュラー放送終了後も毎年クリスマス特番が放送されている。

## 番組内容
主にイギリスの音楽チャートを中心に扱っていた。
ビートルズ、ローリング・ストーンズ、クイーン、デヴィッド・ボウイ、ペット・ショップ・ボーイズ、ボン・ジョヴィ、マドンナ、カイリー・ミノーグ、バナナラマ、ビヨンセ、ロビー・ウィリアムズをはじめとするイギリスや海外の有名ミュージシャンや音楽バンドが多数出演し、パフォーマンスを披露した。